# Adam Peaty
Adam Peaty, né le 28 décembre 1994 à Uttoxeter, est un nageur britannique, spécialiste des épreuves de brasse, et considéré comme le meilleur brasseur de l'histoire de la natation. Champion du monde sur 50 m et 100 m en 2015 à vingt ans, il détient les records du monde des deux distances.
Aux Jeux olympiques de Rio en 2016, il devient champion olympique du 100 m brasse en battant son propre record du monde en finale, réalisant un temps de 57 s 13. Puis il remporte un nouveau titre olympique du 100 m brasse aux Jeux olympiques de Tokyo en 2020, en 57 s 37.

## Carrière
Il remporte deux médailles d'or lors des Jeux du Commonwealth 2014 à Glasgow et trois lors des Championnats d'Europe 2014 à Berlin. Il établit, dès les demi-finales de ces Championnats de 2014, la nouvelle meilleure marque mondiale sur le 50 mètres brasse, avec un temps de 26 s 62, améliorant de cinq centièmes le record du Sud-Africain Cameron van der Burgh.
En 2016, il bat son record du monde du 100 m brasse en séries des Jeux de Rio (57 s 55). Il réalise 57 s 13 dans la finale qu'il remporte. Il remporte également la médaille d'argent avec ses coéquipiers de l'équipe de Grande-Bretagne lors de la finale du relais 4 × 100 m 4 nages.
Lors des Championnats du monde de natation 2017, il bat le record du monde du 50 mètres brasse en 25 s 95 et devient ainsi le premier nageur sous les 26 secondes. L'année suivante, lors des Championnats d'Europe de natation 2018, il bat son propre record du monde au 100 m brasse en réalisant un temps de 57 s 10 en finale, conservant ainsi son titre européen.
En demi-finale du 100 m brasse aux Championnats du monde de natation 2019, il bat de nouveau le record du monde de la distance en 56 s 88, devenant ainsi le premier à descendre sous la barre des 57 secondes.
En 2021, il participe à la 19e saison de Strictly Come Dancing.
En 2022, sa saison est perturbée par une fracture à un pied qui le contraint au forfait pour les championnats du monde de Budapest. Présent lors des Jeux du Commonwealth de 2022 de Birmingham, Peaty est quatrième du 100 mètres brasse. C'est sa première défaite sur cette distance depuis 2014. Il s'impose ensuite sur le 50 mètres brasse. En décembre, il obtient la médaille de bronze du 100 mètres brasse lors des championnats du monde en petit bassin de Melbourne.
Touché au niveau de sa santé mentale, Peaty renonce à participer en 2023 aux championnats de Grande-Bretagne puis n'est pas sélectionné pour les championnats du monde. Il ambitionne de participer aux Jeux olympiques d'été de 2024 à Paris.
Présent aux championnats du monde 2024 de Doha disputés en février, Peaty réalise le meilleur temps en demi-finale du 100 mètres brasse puis termine troisième de la finale en 59 s 10, soit 53 centièmes de plus que le vainqueur américain, Nic Fink. En avril, il remporte le 100 mètres brasse des Championnats de Grande-Bretagne. Son temps de 57 s 94 est son meilleur depuis les Jeux olympiques de Tokyo et lui permet de se qualifier pour les Jeux olympiques de Paris.

## Palmarès

### Jeux olympiques
- Jeux olympiques de 2016 à Rio de Janeiro ( Brésil) :
  -  Médaille d'or du 100 m brasse
  -  Médaille d'argent du relais 4 × 100 m quatre nages
- Jeux olympiques de 2020 à Tokyo ( Japon) :
  -  Médaille d'or du 100 m brasse
  -  Médaille d'or du relais du relais 4 × 100 m quatre nages mixte
  -  Médaille d'argent du relais 4 × 100 m quatre nages
- Jeux olympiques de 2024 à Paris ( France) :
  -  Médaille d'argent du 100 m brasse

### Championnats du monde

#### Grand bassin
- Championnats du monde 2015 à Kazan ( Russie) :
  -  Médaille d'or du 50 m brasse
  -  Médaille d'or du 100 m brasse
  -  Médaille d'or du relais 4 × 100 m quatre nages mixte

- Championnats du monde 2017 à Budapest ( Hongrie) :
  -  Médaille d'or du 50 m brasse
  -  Médaille d'or du 100 m brasse
  -  Médaille d'argent du relais 4 × 100 m quatre nages

- Championnats du monde 2019 à Gwangju ( Corée du Sud) :
  -  Médaille d'or du 50 m brasse
  -  Médaille d'or du 100 m brasse
  -  Médaille d'or du relais 4 × 100 m quatre nages
  -  Médaille de bronze du relais 4 × 100 m quatre nages mixte

- Championnats du monde 2024 à Doha ( Qatar) :
  -  Médaille de bronze du 100 m brasse
  -  Médaille de bronze du relais 4 × 100 m quatre nages mixte

#### Petit bassin
- Championnats du monde en petit bassin 2014 à Doha ( Qatar) :
  -  Médaille d'argent du 50 m brasse
  -  Médaille d'argent du 100 m brasse
  -  Médaille d'argent du relais 4 × 50 m quatre nages mixte

- Championnats du monde en petit bassin 2022 à Melbourne ( Australie) :
  -  Médaille de bronze du 100 m brasse

### Championnats d'Europe

#### Grand bassin
- Championnats d'Europe 2014 à Berlin ( Allemagne) :
  -  Médaille d'or du 50 m brasse
  -  Médaille d'or du 100 m brasse
  -  Médaille d'or du relais 4 × 100 m quatre nages
  -  Médaille d'or du relais 4 × 100 m quatre nages mixte

- Championnats d'Europe 2016 à Londres ( Angleterre) :
  -  Médaille d'or du 50 m brasse
  -  Médaille d'or du 100 m brasse
  -  Médaille d'or du relais 4 × 100 m quatre nages
  -  Médaille d'or du relais 4 × 100 m quatre nages mixte

- Championnats d'Europe 2018 à Glasgow ( Écosse) :
  -  Médaille d'or du 50 m brasse
  -  Médaille d'or du 100 m brasse
  -  Médaille d'or du relais 4 × 100 m quatre nages
  -  Médaille d'or du relais 4 × 100 m quatre nages mixte

- Championnats d'Europe 2020 à Budapest ( Hongrie) :
  -  Médaille d'or du 50 m brasse
  -  Médaille d'or du 100 m brasse
  -  Médaille d'or du relais 4 × 100 m quatre nages
  -  Médaille d'or du relais 4 × 100 m quatre nages mixte

#### Petit bassin
- Championnats d'Europe 2015 à Netanya ( Israël) :
  -  Médaille d'argent du 50 m brasse
  -  Médaille d'argent du 100 m brasse

- Championnats d'Europe 2017 à Copenhague ( Danemark) :
  -  Médaille d'or du 100 m brasse
  -  Médaille de bronze du 50 m brasse

### Jeux du Commonwealth
- Jeux du Commonwealth 2014 à Glasgow ( Écosse) : 
  -  Médaille d'or du 100 m brasse
  -  Médaille d'or du relais 4 × 100 m quatre nages
  -  Médaille d'argent du 50 m brasse

- Jeux du Commonwealth 2018 à Gold Coast ( Australie) :
  -  Médaille d'or du 100 m brasse
  -  Médaille d'argent du 50 m brasse
  -  Médaille d'argent du relais 4 × 100 m quatre nages

- Jeux du Commonwealth 2022 à Birmingham ( Angleterre) :
  -  Médaille d'or du 50 m brasse